# Мастерс Індіан-Веллс 2001
Мастерс Індіан-Веллс 2001 — тенісний турнір, що проходив на відкритих кортах з твердим покриттям. Це був 28-й турнір Мастерс Індіан-Веллс. Належав до серії Tennis Masters в рамках Туру ATP 2001, а також до серії Tier I в рамках Туру WTA 2001. І чоловічий і жіночий турніри відбулись у Indian Wells Tennis Garden в Індіан-Веллсі (США) з 8 до 18 березня 2001 року.

## Переможниці та фіналістки

### Одиночний розряд, чоловіки
Андре Агассі —  Піт Сампрас 7–6, 7–5, 6–1
- Для Агассі це був 2-й титул за сезон і 48-й - за кар'єру. Це був його 1-й титул Мастерс за сезон і 11-й - за кар'єру.

### Одиночний розряд, жінки
Серена Вільямс —  Кім Клейстерс 4–6, 6–4, 6–2
- Для Вільямс це був 2-й титул за сезон і 19-й — за кар'єру. Це був її 1-й титул Tier I за сезон і 2-й - за кар'єру.

### Парний розряд, чоловіки
Вейн Феррейра /  Євген Кафельников —  Йонас Бйоркман /  Тодд Вудбрідж 6–2, 7–5
- Для Феррейри це був 1-й титул за рік і 23-й - за кар'єру. Для Кафельникова це був 2-й титул за сезон і 45-й - за кар'єру.

### Парний розряд, жінки
Ніколь Арендт /  Ай Суґіяма —  Вірхінія Руано Паскуаль /  Паола Суарес 6–4, 6–4
- Для Арендт це був 2-й титул за сезон і 15-й — за кар'єру. Для Суґіями це був 2-й титул за сезон і 23-й — за кар'єру.